# Macarani
Macarani é um município brasileiro no interior do estado da Bahia, Região Nordeste do País, a aproximadamente 600 quilômetros da capital estadual Salvador, a 220 do litoral sul do Estado e a apenas 40 do limite com Minas Gerais. A sua população em 2016, segundo estimativa populacional do IBGE, é 18.954 habitantes. O município está localizado na mesorregião do Centro-Sul Baiano e na Microrregião de Itapetinga.
Em Macarani está a última população do entufado-baiano no estado da Bahia.

## História
O nome Macarani significa Gruta dos Índios. Segundo a história a região era habitada primariamente pelos índios antropófagos, os caranis, do grupo dos Botocudos. A história do município se relaciona à do município de Vitória da Conquista, de onde foi emancipado o Município de Encruzilhada, em 1 de janeiro de 1922, Macarani era distrito de Encruzilhada, desmembrando-se deste em 1944. Antes deste mesmo ano, devido ao poder político, Macarani chegou a ser sede deste município. O primeiro interventor, assim que emancipado, foi João Saliba, que tomou posse em 3 de abril de 1944 até 1945, sendo substituído por Athanásio da Silva Neto, que governou até 1950.

## Economia

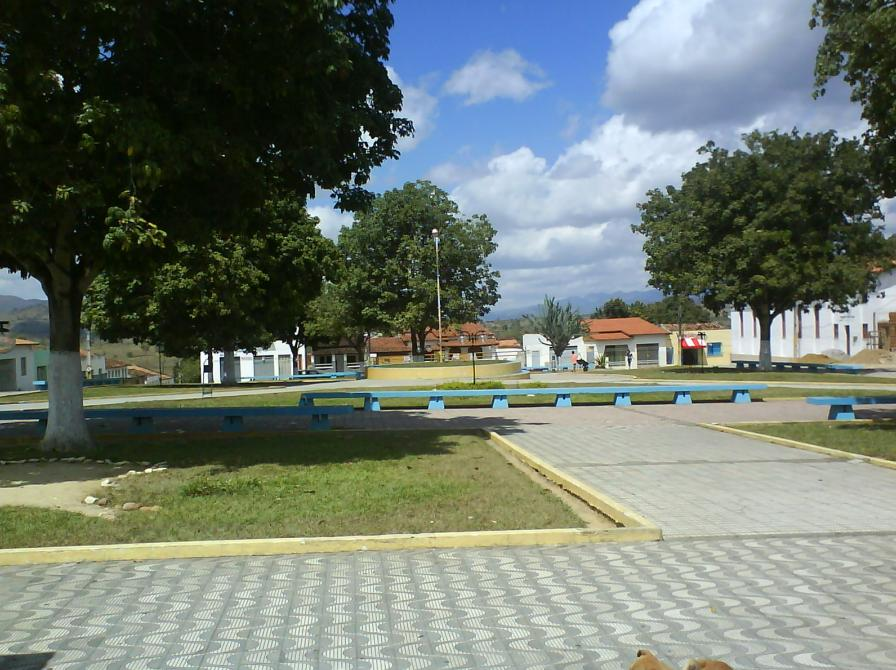
Praça Rodrigo Fernandes de Souza

A economia do município é baseada na agropecuária, representada pela criação de gado de corte e leiteiro, que foi alavancada pelo investimento do Banco do Brasil no final da década de 1970, até então, a maioria da população era empregada pela prefeitura. Por algum tempo, permaneceu na cidade uma fábrica da Nestlé (período não informado), mas foi desativada. No ano de 1998, foi instalada uma fábrica de calçados da Azaleia, que fechou no final de 2012, porém, em 2015, se instalou na cidade, no mesmo local onde funcionou a Azaleia, a fábrica de calçados Bárbara Krás, a terceira a ser instalada no Estado.